# Iosif Florianovič Gejl’man
Iosif Florianovič Gejl’man (in russo Иосиф Флорианович Гейльман?; 3 marzo 1923 – 13 giugno 2010) è stato un educatore e scrittore sovietico, dal 1991 russo, era un esperto e internazionale di lingua dei segni, interprete di lingua dei segni e autore di numerose pubblicazioni utilizzate ancora oggi.
Inoltre, è stato il fondatore e primo direttore del primo Centro Educativo Panrusso per Sordi noto come il LRC Leningrad Rehabilitation Center = CRL (Centro di riabilitazione di Leningrado), dove i non udenti provenienti da tutta l'URSS venivano per ricevere un'istruzione superiore o una formazione professionale. Iosif Geilman era uno dei principali esperti del comitato incaricato di sviluppare Gestuno, un linguaggio dei segni internazionale.

## Infanzia e adolescenza
Iosif Geilman nacque in una famiglia russo-ebraico-tedesca nella Russia post-rivoluzionaria il 3 marzo 1923. I suoi antenati emigrarono in Russia dalla Germania e uno di loro era capo dei vigili del fuoco nella città di San Pietroburgo. I genitori di Iosif, Florian ed Elizaveta Geilman, erano sordi, ma padroneggiavano sia il linguaggio parlato che quello dei segni. Il padre di Iosif, Florian, si laureò all'Accademia di Arti e Mestieri Stieglitz e poi lavorò come ingegnere progettista presso lo stabilimento Elektrosila. Elizaveta si diplomò all'Istituto Smolny per nobili fanciulle e lavorò poi presso il negozio di fotoritocco Karl Bulla. Fu anche attrice presso il Teatro Drammatico per Sordi fino al 1937, quando il teatro fu chiuso e il suo direttore divenne prigioniero politico. Iosif aveva anche un fratello maggiore, Oleg, che si trasferì nella città di Gelendzhik dopo essersi sposato e poi prestò servizio nella Seconda guerra mondiale, diventando un ufficiale pluridecorato. L'ambiente e l'atmosfera della casa di Iosif ispirarono il suo futuro percorso professionale. La sua famiglia organizzava incontri per la comunità dei non udenti di San Pietroburgo e il giovane Iosif interpretava le trasmissioni radiofoniche per gli ospiti. All'età di 15 anni, Iosif entrò a far parte della Società Russa dei Sordi (All-Russian Society for the Deaf) come interprete della lingua dei segni, diventando il più giovane interprete di Leningrado e, due anni dopo, iniziò a studiare storia all'Università Statale di Leningrado.

## Anni della guerra
Nel giugno 1941, poco prima dello scoppio della Grande Guerra Patriottica, Pavel Saveliev, primo presidente della Società Panrussa dei Sordi, chiese a Iosif di fare da guida e interprete a un gruppo di 300 bambini sordi che stavano per imbarcarsi in una gita in barca sul fiume Volga da Mosca ad Astrakhan. Tuttavia, la Seconda guerra mondiale impedì la realizzazione del progetto e Iosif e il gruppo rimasero bloccati nella città di Yaroslavl. Tra il 1941 e il 1943, il giovane fu incaricato di prendersi cura di questi bambini sordi. Nel 1944, dopo la fine dell'assedio, Iosif tornò a Leningrado e scoprì che i suoi genitori non erano sopravvissuti ai giorni di fame e privazioni durante l'assedio di Leningrado. Per commemorare i suoi genitori, Iosif iniziò a lavorare come interprete della lingua dei segni per la Società Russa dei Sordi (All-Russian Society for the Deaf). Fu anche durante questi anni che Iosif si ricongiunse con Marina, un'amica d'infanzia. La famiglia di Marina gli offrì ospitalità quando non aveva un posto dove andare, e i due presto si sposarono.

## Vocazione e percorso professionale
Mentre lavorava come interprete della lingua dei segni, Iosif scoprì la necessità di perfezionare la lingua dei segni russa, poiché le sue osservazioni lo portarono a credere che essa presentasse un certo grado di povertà e scarsità, in quanto era piuttosto povera dal punto di vista espressivo nel modo in cui veniva utilizzata dalla comunità dei sordi russi, e le sue osservazioni lo spinsero ad agire.
Su iniziativa di Iosif, negli anni '50 fu aperta una scuola secondaria specializzata (n. 92) con sistemi di apprendimento in presenza e a distanza per i giovani lavoratori di Leningrado con disabilità uditiva. Il ruolo di preside fu assunto da Marina Anohina, dopo che Iosif le mostrò la sua prima pubblicazione, un libro elementare per non udenti. Questo evento diede il via alla ricerca attiva e approfondita di Iosif sulle particolarità della lingua dei segni russa. Iosif illustrò le sue scoperte nelle sue numerose pubblicazioni di ricerca, tra cui il manuale del 1956 intitolato Signing and Fingerspelling: Practice Exercises and Texts (Segni e dattilologia: esercizi pratici e testi), The Fingerspelling Alphabet and Signs of the Deaf (L'alfabeto dattilologico e i segni dei sordi) del 1957 e un dizionario in quattro volumi degli anni '70 intitolato Unique Communication Methods of the Deaf (Metodi di comunicazione unici dei sordi).
L'insegnamento ha avuto un ruolo fondamentale nella carriera di Iosif. Fu autore di un manuale intitolato Training Interpreters: Study Plan and Course Programs (Formazione degli interpreti: piano di studio e programmi dei corsi), destinato agli studenti che imparavano la lingua dei segni partendo da zero. Tra il 1961 e il 1968, circa 200 interpreti alle prime armi furono formati attraverso i corsi tenuti da Iosif Geilman, su segnalazione delle sedi locali della Società Russa per i Sordi.
Le attività del signor Geilman non si limitavano al territorio sovietico. Anche durante gli anni della Cortina di ferro, Iosif divenne un nome di spicco nella comunità internazionale della lingua dei segni e partecipò a numerosi congressi e simposi all'estero, sia nel blocco orientale che in Occidente, in paesi come l'Italia e gli Stati Uniti, un fatto che denotava la sua eminenza negli ambienti professionali, dato che alla maggior parte dei cittadini sovietici non era permesso visitare l'Occidente.
Iosif era vicepresidente della Federazione mondiale dei sordi (WFD World Federation of the Deaf) e membro del comitato di esperti che ha sviluppato il Gestuno, la lingua dei segni internazionale originale, oggi più comunemente nota come ISL (lingua dei segni internazionale). Il signor Geilman è stato membro del comitato WFD per la riabilitazione sociale dei sordi per molti anni.
Era amico di William Castle del National Technical Institute for the Deaf (Istituto tecnico nazionale per i non udenti), che fa parte del Rochester Institute of Technology (Istituto di tecnologia di Rochester) e della prima scuola tecnica per sordi al mondo. I due colleghi e sostenitori dei sordi si rincontrarono più tardi, quando Iosif andò in pensione ed emigrò negli Stati Uniti.
Una svolta nella vita di Iosif Geilman fu l'apertura della Scuola Tecnica ASD LRC (Società Russa dei Sordi Centro di Riabilitazione di Leningrado), una struttura educativa unica nel suo genere in URSS. Il centro divenne un polo educativo unico nel suo genere, dove giovani di talento provenienti da tutta l'URSS venivano a studiare. La missione principale era quella di portare le persone con disabilità uditive e/o del linguaggio al livello standard in termini di alfabetizzazione e capacità professionali, consentendo loro di diventare autonomi nella vita sociale e lavorativa. Questi giovani hanno ricevuto un'istruzione di qualità come illustratori, contabili, organizzatori di eventi culturali ed educativi, interpreti della lingua dei segni, specialisti in apparecchiature radio elettroniche, rilegatori, tipografi, stampatori, ecc. La Scuola Politecnica del Centro di Riabilitazione di Leningrado era situata al numero 20 di Berezovaya Alleya nella città di Pavlovsk, un sobborgo di Leningrado. Era finanziata dalla Società Russa dei Sordi. Iosif Geilman divenne direttore del centro e rimase in carica per i successivi vent'anni, fino al suo pensionamento. Sotto la sua guida attenta e scrupolosa, il centro crebbe e si espanse, diversificando la propria attività in nuovi settori, quali le attività culturali ed educative, l'educazione fisica e la fisioterapia, oltre a un dipartimento di interpretariato nella lingua dei segni. Lidia Sinitsina, direttrice di un centro regionale di riabilitazione, ha così descritto il contributo e il carattere di Geilman:
“Iosif Florianovich ha creato questo centro e lo ha lasciato alle generazioni future. Ogni giorno gravitava intorno al centro, sempre circondato dalle giovani generazioni.”
Tra gli altri successi sociali di Iosif vi fu quello di aver insistito con successo affinché tutte le trasmissioni del canale televisivo centrale russo fossero accompagnate dalla traduzione in lingua dei segni e affinché i conducenti non udenti potessero ottenere la patente di guida privata.

## Vita familiare e personale
Iosif si sposò con Marina Geilman nel 1945 e il loro matrimonio durò fino alla morte di lei, avvenuta nel 2003.
Nel 1991, Iosif Geilman emigrò negli Stati Uniti. In seguito, visse tra i due paesi e morì in Russia.
Iosif ebbe due figli: suo figlio Cyril divenne anch'egli esperto di lingua dei segni e direttore di un centro culturale per non udenti in Russia, mentre sua figlia Natasha si laureò in inglese, conseguì un dottorato di ricerca e intraprese la carriera di linguista (traduttrice, interprete e redattrice), lavorò nella ricerca sul linguaggio e la fonetica e in seguito diresse un'agenzia di traduzioni negli Stati Uniti.
Iosif ha cinque nipoti. La più grande, Ekaterina Rodneva, è insegnante di russo come seconda lingua presso l'Università statale di San Pietroburgo, oltre che moglie e madre. Vladimir Reznikov, cresciuto negli Stati Uniti, è traduttore di numerosi libri, poesie e canzoni, interprete di conferenze e legale e, come suo nonno, ha sviluppato corsi di formazione originali per traduttori e interpreti. Philipp Boltovsky, marito e padre di due figli, è un clarinettista e cantante professionista che si è esibito con il Coro dell'Armata Rossa alle Olimpiadi del 2018. Kseniya Geilman è una madre devota che vive negli Stati Uniti. La più giovane, Maria Boltovskaya, si è diplomata al Conservatorio di San Pietroburgo come violinista e ora suona nella sezione dei primi violini della Capella di San Pietroburgo.
Nel tempo libero dal lavoro, Iosif era un appassionato giardiniere, un poeta di talento e un abile giocatore di scacchi. Dopo essersi trasferito negli Stati Uniti, amava trascorrere tempo con i nipoti ed esplorare il quartiere con il suo rottweiler, Gabriel.
Esperto di lingua dei segni internazionale, Iosif era in grado di comunicare correntemente con persone con disabilità uditiva provenienti da diversi paesi, nonostante le notevoli differenze linguistiche.
Prima di tutto, era un uomo d'onore e integrità. Come raccontato da un suo ex studente: una volta, durante gli anni dell'Unione Sovietica, uno studente della scuola tecnica rischiava di essere espulso per aver realizzato un dipinto di nudo, un'opera inadatta a un paese comunista. Il comitato dei membri del Partito Comunista votò per espellere il giovane. La risposta ribelle e rischiosa di Iosif fu: “Il mio studente resta. Se se ne va lui, me ne vado anch'io”. E il giovane artista non fu espulso.
Una delle citazioni di Iosif era: "Non appena le persone inizieranno a capirsi meglio, la vita sarà molto più piacevole e sensata..."

## Memoria

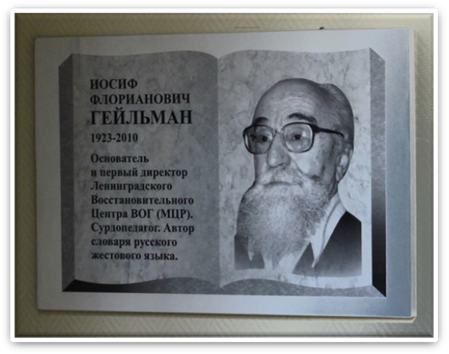
La targa commemorativa dedicata a Iosif Florianovich Geilman il 6 aprile 2017 presso il Centro regionale per i non udenti (precedentemente Centro di riabilitazione di Leningrado).

Iosif Florianovich Geilman è morto nel giugno 2010. È sepolto nel Cimitero Serafimovskoye a San Pietroburgo. Il 6 aprile 2017, una targa commemorativa è stata dedicata a Iosif Geilman presso il Centro regionale per i non udenti (precedentemente Centro di riabilitazione di Leningrado).

## Pubblicazioni
- Geilman I. F. Unique Communication Methods of the Deaf: Dactylology and Facial Expressions: A Manual: [in 5 parti.] / I. F. Geilman // Scuola politecnica del Centro di riabilitazione di Leningrado della VOG (Società russa dei sordi). — Leningrado: LRC VOG, 1975. — p. 166.
- Geilman I. F. Exercises and Texts as an Aid in Dactylology and Facial Expression Based Translation: Textbook [2° edizione, ampliata e rivista.] / I. F. Geilman // Scuola politecnica del Centro di riabilitazione di Leningrado della VOG (Società russa dei sordi). — Leningrado: LRC VOG, 1975. — p. 114.
- Geilman I. F. The Fingerspelling Alphabet and Signs of the Deaf-Mute / I. F. Geilman. — Mosca: KOIZ (Casa editrice collaborativa panrussa unita), 1957. — p. 596.
- Geilman I. F. Studying Gestuno: A Manual / I. F. Geilman // Scuola politecnica del Centro di riabilitazione di Leningrado della VOG (Società russa dei sordi). — Leningrado: LRC VOG, 1975. — p. 93.
- Educational and Behavioral Aspects of Working with Deaf Students in Their Professional Training: A Collection of Articles. / [a cura di I. F. Geilman, L. G. Signitskaya]. — Leningrado, 1974. — p. 65.
- Geilman I. F. Sign Language – Your Friend: Dictionary, Exercises, Phrasebook / I. F. Geilman. — San Pietroburgo: Partenariato misto di Leningrado (LIO) “Redattore”, 2002. — p. 176.
- Geilman I. F. Dactylology: A Textbook / I. F. Geilman. — Scuola politecnica del Centro di riabilitazione di Leningrado della VOG (Società russa dei sordi). — Leningrado: LRC VOG, 1981. — p. 86.
- Geilman I. F. Sign Language Dictionary: [in 2 volumi] / I. F. Geilman. — 2° edizione, ampliata e rivista. — 2004. — p. 363.